# Riot Act (album)
Riot Act – album amerykańskiej grunge'owej grupy muzycznej Pearl Jam wydany w roku 2002.

## Lista utworów
1. "Can't Keep" – 3:39
2. "Save You" – 3:50
3. "Love Boat Captain" – 4:36
4. "Cropduster" – 3:51
5. "Ghost" – 3:15
6. "I Am Mine" – 3:35
7. "Thumbing My Way" – 4:10
8. "You Are" – 4:30
9. "Get Right" – 2:38
10. "Green Disease" – 2:41
11. "Help Help" – 3:35
12. "Bu$hleaguer" – 3:57
13. "1/2 Full" – 4:10
14. "Arc" – 1:05
15. "All or None" – 4:37